# 부동산등기법
부동산등기법(不動産登記法)은 부동산에 관한 관리관계를 공시하여 부동산거래의 안전을 보호하기 위해 부동산등기에 관한 사항을 규정하고 있다. 부동산 등기란 토지·건물에 대한 등기를 말하며, 등기는 구분건물의 표시와 소유권, 지상권, 지역권, 전세권, 저당권, 권리질권, 임차권의 보존, 설정, 이전, 처분, 변경의 제한 또한 소멸에 대하여 이를 한다.

## 같이 보기
- 등기
- 상업등기법
- 가등기
- 보존등기